# حق رأی زنان در استرالیا
حق رأی زنان در استرالیا (انگلیسی: Women's suffrage in Australia) از دستاوردهای اولیه دموکراسی استرالیا بود. به دنبال استقرار تدریجی حق رأی مردان در مستعمرات استرالیا از دهه ۱۸۴۰ تا ۱۸۹۰، یک فشار سازمان یافته برای حق رأی زنان از دهه ۱۸۸۰ شتاب گرفت و از دهه ۱۸۹۰، چند دهه قبل از اروپا و آمریکای شمالی، منجر به تصویب قانون شد. زنان استرالیای جنوبی در سال ۱۸۹۴ به حق رأی دست یافتند و در سال ۱۸۹۵ پس از اولین اصلاحیه قانون اساسی در سال ۱۸۹۴ به حق رأی دست یافتند. این حتی قبل از حق رأی مردان در تاسمانی بود.
استرالیای غربی از سال ۱۸۹۹ با برخی محدودیت‌های نژادی به زنان حق رأی اعطا کرد. در سال ۱۹۰۲، پارلمان استرالیا که به تازگی تأسیس شده بود ، قانون فرانشیز مشترک المنافع در سال ۱۹۰۲ را تصویب کرد، که قانون یکسانی را تعیین کرد که زنان را قادر می‌ساخت در انتخابات فدرال رأی دهند و در پارلمان فدرال شرکت کنند. اگرچه تا سال ۱۹۶۲ بر اساس قوانین ایالتی، بومیان می‌توانستند از حق رأی مستثنی شوند. تا سال ۱۹۰۸، ایالت‌های باقی‌مانده استرالیا برای حق رأی زنان برای انتخابات ایالتی قانونی وضع کردند. گریس بنی در سال ۱۹۱۹ به عنوان اولین مشاور، ادیت کوان اولین نماینده پارلمان ایالتی در سال ۱۹۲۱، دوروتی تانگنی اولین سناتور و انید لیون به عنوان اولین عضو مجلس نمایندگان در سال ۱۹۴۳ انتخاب شدند.

## تاریخچه
نوادگان زن شورشیان بونتی که در جزایر پیتکرن زندگی می‌کردند از سال ۱۸۳۸ می‌توانستند رأی دهند و این حق با اسکان مجدد آنها به جزیره نورفولک (اکنون یک قلمرو خارجی استرالیا) در سال ۱۸۵۶ منتقل شد

## جنبش حق رأی زنان

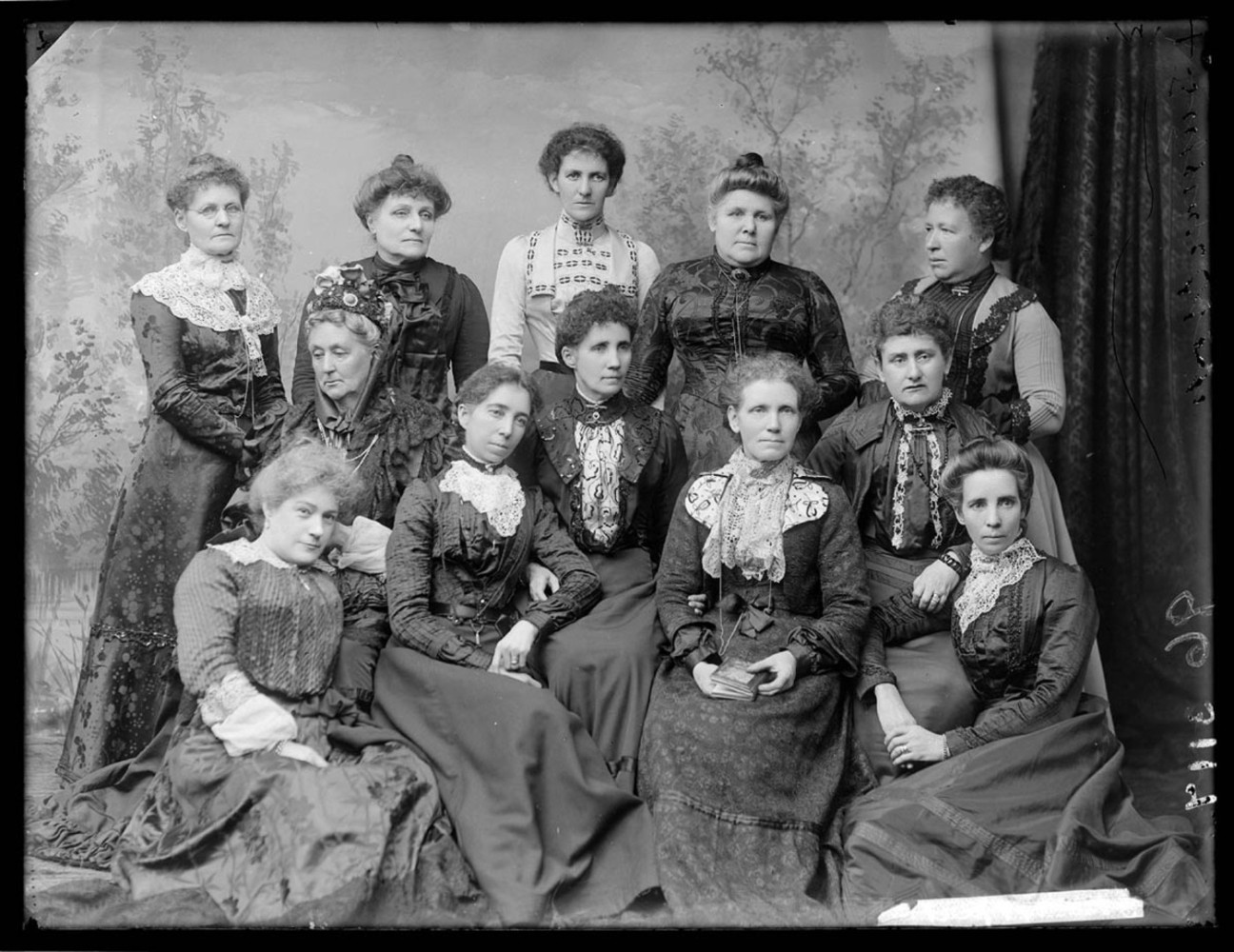
انجمن حق رأی زنان در نیو ساوت ولز، ۱۹۰۲

جنبشی برای حق رأی زنان در قرن نوزدهم شکل گرفت. تجربه و سازمان‌های درگیر در جنبش حق رأی در سراسر مستعمرات متفاوت بود.

### استرالیای جنوبی
زنان دارای مالکیت مستعمره استرالیای جنوبی در سال ۱۸۶۱ در انتخابات محلی (اما نه انتخابات پارلمانی) رأی دادند. پارلمان استرالیای جنوبی در سال ۱۸۹۴ حق رأی و نامزدی در پارلمان را تأیید کرد و این قانون در سال ۱۸۹۵ موافقت سلطنتی را دریافت کرد این قانون در قلمرو شمالی، که در آن زمان بخشی از استرالیای جنوبی بود، به‌طور یکسان اعمال می‌شد. در حالی که این قانون در حال بحث بود، مخالفان این لایحه را اصلاح کردند تا پس از تصویب، زنان اجازه انتخاب در پارلمان را داشته باشند. در عوض، قانون‌گذاران به هر حال لایحه قانون اساسی (حق رأی زنان) را تصویب کردند، بنابراین استرالیای جنوبی به‌طور کاملاً تصادفی، زمانی که به زنان حق رأی داد به آن‌ها این حق را داد که مناصب قانونگذاری را داشته باشند.
این امر به این دلیل بود که بخش ۴۱ قانون اساسی استرالیا می‌گوید: «هیچ فرد بزرگسالی که در انتخابات مجلس نمایندگان یک ایالت دارای حق رأی باشد یا حق رأی به دست آورد، تا زمانی که این حق ادامه دارد، توسط هیچ قانونی از کشورهای مشترک المنافع از رأی‌دهی در انتخابات هر یک از مجلسین کشورهای مشترک المنافع از آن منع نمی‌شود.»
در سال ۱۸۹۷، کاترین هلن اسپنس اولین کاندیدای سیاسی زن برای مناصب سیاسی شد. در انتخابات استرالیای جنوبی به عنوان نماینده کنوانسیون فدرال در مورد فدراسیون استرالیا، که در آدلاید برگزار شد، نامزد شد. با این حال اولین زن تا سال ۱۹۵۹ به عضویت شورای یا مجمع استرالیای جنوبی انتخاب نشد اولین نامزدهای زن برای مجمع استرالیای جنوبی در انتخابات عمومی سال ۱۹۱۸ در آدلاید و استورت شرکت کردند.

### استرالیای غربی
استرالیای غربی در سال ۱۸۹۹ به زنان حق رأی اعطا کرد.

### ویکتوریا
در ویکتوریا، یکی از اولین زنان شناخته شده‌ای که رأی داد زن تاجر متولد لندن، فانی فینچ بود، اولین گروه از زنان در کتاب «حق ایستادن، حق رأی» هلن هریس گنجانده شده‌است. قانون انتخابات ۱۸۶۳ به همه مالیات دهندگان که در فهرست‌های شهرداری‌های محلی فهرست شده بودند، حق رأی داد. برخی از زنان پرداخت کننده مالیات در ویکتوریا توانستند در انتخابات مستعمره ۱۸۶۴ رأی دهند. با این حال، قانونگذار تماماً مرد این را به عنوان یک اشتباه قانونی تلقی کرد و به سرعت قانون را در سال ۱۸۶۵، به موقع برای انتخابات ۱۸۶۶، اصلاح کرد تا رأی را فقط برای مالیات دهندگان مرد اعمال کند. هنریتا داگدیل که از سال ۱۸۶۸ به‌طور علنی از حق رأی زنان حمایت می‌کرد و آنی لو در سال ۱۸۸۴ جامعه حق رأی زنان ویکتوریا را تشکیل دادند، اولین انجمن حق رأی زنان استرالیا بودند. انجمن‌ها خواستار رأی زنان بر اساس مردان شد. از سال ۱۸۸۹ قبل از اینکه زنان ویکتوریا در سال ۱۹۰۸ رأی را به دست آورند، ۱۹ لایحه اعضای خصوصی مورد نیاز بود و توانستند برای اولین بار در انتخابات ایالتی ۱۹۱۱، آخرین ایالتی که این کار را انجام داد، رأی را اعمال کنند. پس از اینکه زنان در ایالت حق رأی آوردند انجمن ویکتوریا در سال ۱۹۰۸ منحل شد.

### نیو ساوت ولز
در سال ۱۸۸۹، رز اسکات و مری ویندیر به تأسیس انجمن ادبی زنان در سیدنی کمک کردند، که در سال ۱۸۹۱ به لیگ حق رأی زنان در نیو ساوت ولز تبدیل شد. زنان اتحادیه زنان مسیحی اعتدال در نیو ساوت ولز نیز در فعالیت‌های حق رأی فعال بودند. آنها اتحادیه فرانچایز را در سال ۱۸۹۰ تأسیس کردند. الیزا پوتی قبل از انحلال انجمن به عنوان رئیس خدمت می‌کرد. او بعداً به انجمن حق رأی زنان پیوست.

### کوئینزلند
در کوئینزلند، انجمن حق رأی برابر زنان در سال ۱۸۹۴ تشکیل شد که در سال ۱۸۹۴ دو درخواست برای حق رأی زنان جمع‌آوری کرد. طومار اول ۷۷۸۱ امضا از سوی زنان و طومار دوم ۳۵۷۵ امضا توسط مردان دریافت شد. طومارها خواستار یک رأی و فقط یک رأی بودند، زیرا در آن زمان مردان حق چند رأی داشتند.